# Эп (Верхняя Гаронна)
Эп (фр. и окс. Eup) — коммуна во Франции, находится в регионе Юг — Пиренеи. Департамент — Верхняя Гаронна. Входит в состав кантона Сен-Беа. Округ коммуны — Сен-Годенс.
Код INSEE коммуны — 31177.

## География
Коммуна расположена приблизительно в 680 км к югу от Парижа, в 100 км к юго-западу от Тулузы.
На юге коммуны протекает река Гаронна.

## Климат
Климат умеренно-океанический. Зима мягкая и снежная, весна характеризуется сильными дождями и грозами, лето сухое и жаркое, осень солнечная. Преобладают сильные юго-восточные и северо-западные ветры.

## Население
Население коммуны на 2010 год составляло 143 человека.
| 1962 | 1968 | 1975 | 1982 | 1990 | 1999 | 2010 |
| ---- | ---- | ---- | ---- | ---- | ---- | ---- |
| 113  | 128  | 141  | 157  | 151  | 147  | 143  |

## Администрация
| Период | Период | Фамилия                      | Партия                  | Примечания |
| ------ | ------ | ---------------------------- | ----------------------- | ---------- |
| 1989   | 2008   | Бертран Обан                 | Социалистическая партия | сенатор    |
| 2008   | 2020   | Кристин Форман-Венгадассалом | Социалистическая партия |            |

## Экономика
В 2010 году среди 81 человека трудоспособного возраста (15—64 лет) 61 были экономически активными, 20 — неактивными (показатель активности — 75,3 %, в 1999 году было 69,8 %). Из 61 активных жителей работали 59 человек (30 мужчин и 29 женщин), безработных было 2 (0 мужчин и 2 женщины). Среди 20 неактивных 7 человек были учениками или студентами, 10 — пенсионерами, 3 были неактивными по другим причинам.

## Достопримечательности
- Пещера Май-дю-Фокон
- Церковь Св. Михаила
- Руины старой церкви Св. Михаила

## Фотогалерея

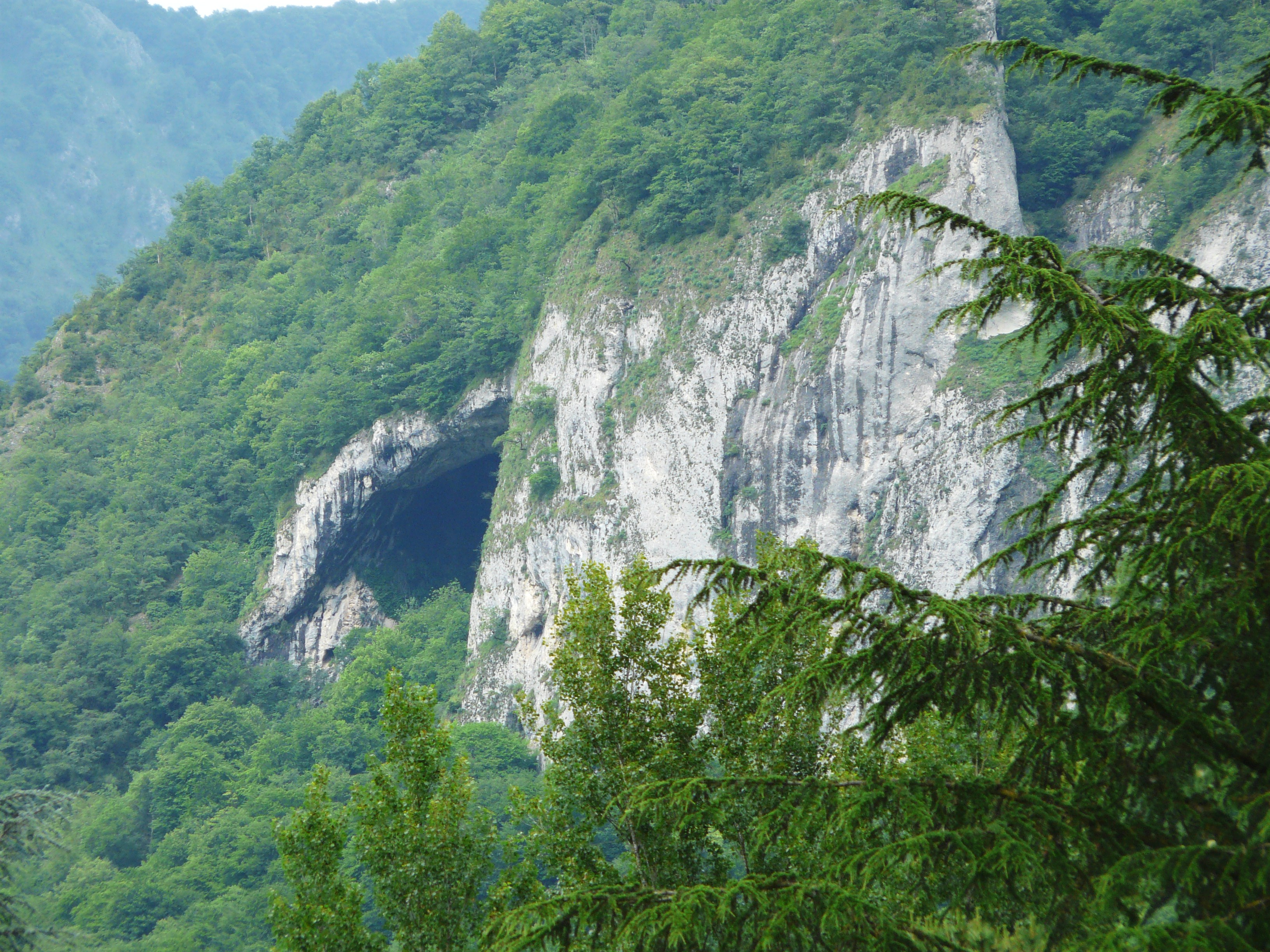
Пещера Май-дю-Фокон
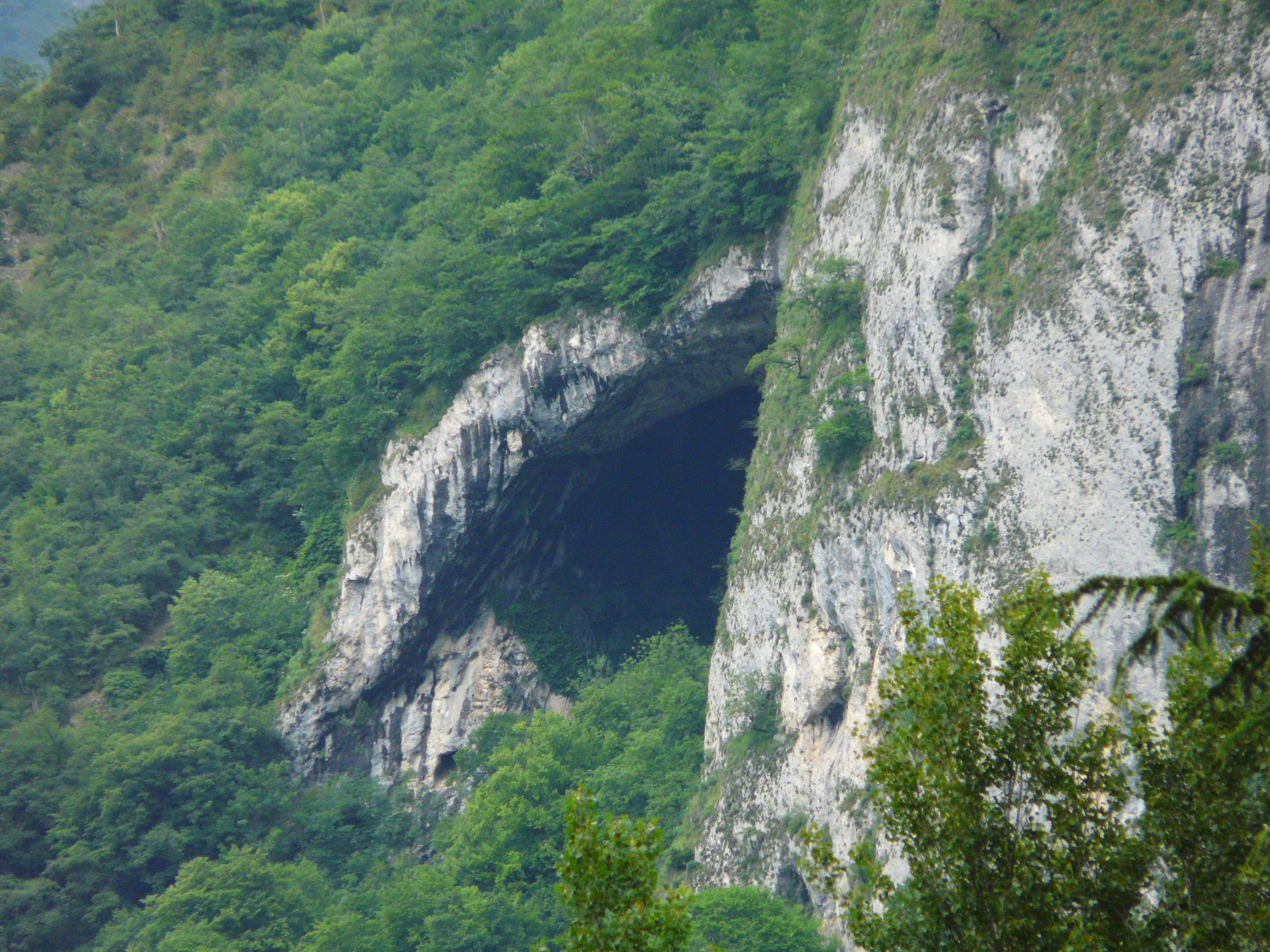
Пещера Май-дю-Фокон
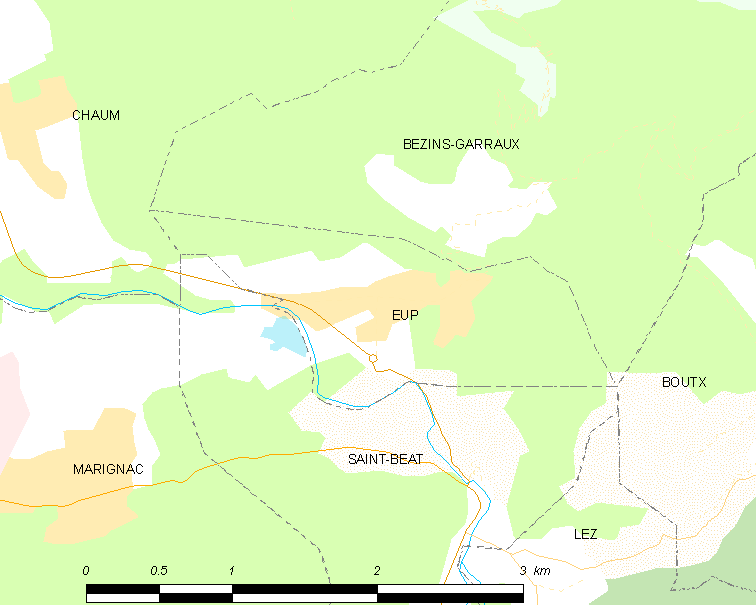
Карта коммуны